# Tetrameringia pubescens
Tetrameringia pubescens är en tvåvingeart som beskrevs av Mcalpine 1960. Tetrameringia pubescens ingår i släktet Tetrameringia och familjen träflugor. Inga underarter finns listade i Catalogue of Life.